# Peter Hempel
Peter Hempel, född den 30 april 1959 i Bernau bei Berlin i dåvarande Östtyskland, är en tidigare östtysk kanotist.
Han tog bland annat VM-guld i K-4 1000 meter i samband med sprintvärldsmästerskapen i kanotsport 1981 i Nottingham.